# 列宁斯科耶 (卢甘斯克州)
列宁斯科耶（俄语：Ленинское），乌克兰当局称瓦利亚尼夫斯凱（烏克蘭語：Вальянівське），法理上是烏克蘭東部盧甘斯克州多夫然斯克区多夫然斯克市镇的鎮。該鎮距離斯維爾德洛夫斯克6公里，面積5.99平方公里，海拔高度279米，2011年人口3,446，人口密度每平方公里575.29人。